# 柏戸宗五郎 (1848年生)
柏戸 宗五郎（かしわど そうごろう、嘉永元年6月10日（1848年7月10日） - 明治41年（1908年）7月26日は、越後国（現在の新潟県）出身の元大相撲力士。

## 来歴
現在の新潟県柏崎市善根出身。本名は北村忠之助（後に松村姓から伊勢ノ海姓に）。
1869年、7代伊勢ノ海（前1・柏戸宗五郎）の伊勢ノ海部屋に入門。入門時は藤ノ川を名乗り、1877年12月場所に入幕。1881年1月、柏戸宗五郎を襲名。1886年3月、7代伊勢ノ海の死去に伴い、8代伊勢ノ海を二枚鑑札で襲名。1889年1月場所には番付面でも伊勢ノ海五太夫と改名し、翌5月場所限りで引退して年寄専務となる。
引退後は、桐山・宮城野一門と提携し、勝負検査役（現在の勝負審判に相当）を長く務めた。部屋の師匠としては、預かり弟子、移籍弟子としては大達羽左エ門、大碇紋太郎、若湊祐三郎、滝ノ音調五郎(後の大坂相撲横綱・八陣調五郎)らを育てた。率いた伊勢ノ海一門は、先代の時代からの高砂一門の隆盛を前に、凋落の一途をたどることとなった。
1908年7月26日没。満60歳。残された弟子たちは、1909年1月場所のみ9代式守伊之助に預けられた。